# Chaetocanthus bechuanus
Chaetocanthus bechuanus es una especie de coleóptero de la familia Ochodaeidae.

## Distribución geográfica
Habita en Botsuana. Namibia y   Sudáfrica.